# HS 30
Der „Schützenpanzer (lang) HS 30“ war ein deutsches militärisches Kettenfahrzeug, mit 20-mm-Maschinenkanone, von dem die Bundeswehr 2.176 Stück erhielt. Daneben gab es beim Heer den „Schützenpanzer kurz“ (Hotchkiss) mit der gleichen Bewaffnung. Die Umstände der Beschaffung des „Schützenpanzers (lang)“ führten in den 1960er-Jahren zum HS-30-Skandal.

## Geschichte
In Auswertung von Erfahrungen aus dem Zweiten Weltkrieg wurde für die neu aufgestellte Bundeswehr beschlossen, die Mehrzahl der Panzergrenadierbataillone mit Kampffahrzeugen zu vollmechanisierten Verbänden aufzurüsten. Hierzu sollte ein Schützenpanzer eingeführt werden, der den Kampf vom Fahrzeug aus ermöglichte und zudem mit einer schwenkbaren Kanone über eine gewisse Feuerkraft verfügte. Vorläufer und erste Ausstattung beim Panzergrenadierlehrbataillon war der US-amerikanische M39, der das Nachfolgemodell HS-30 beeinflusste.
Das durch die Bundeswehr formulierte Lastenheft sah u. a. folgende Spezifikationen vor:
- Voll geländegängiges Vollkettenfahrzeug
- Leistungsgewicht von mindestens 20 PS pro Tonne in Verbindung mit einem automatischen Getriebe
- Panzerung des Fahrzeuges rundum
- Ausstattung mit einer Bordmaschinenkanone im Kaliber 20 mm[2]

Diese Erwartungen wurden durch marktgängige Fahrzeuge nicht gedeckt. Zwar kam der französische Schützenpanzer AMX-VCI diesen Forderungen recht nahe, der Preis von ca. 250.000 DM pro Fahrzeug erschien bei einem durch die Bundeswehr geplanten Ausstattungssoll von 10.680 Schützenpanzern aber zu hoch. Auch die deutsche Industrie zeigte in der damaligen Hochkonjunkturphase kein Interesse an einem derartigen Konstruktionsauftrag.
Der Genfer Konzern Hispano Suiza (Suisse) S.A. erstellte auf Basis des Lastenheftes ein Angebot, das auf Konstruktionsunterlagen von André Fürst Poniatowski, einem ehemaligen französischen Offizier polnischer Herkunft, beruhte. Dieser betrieb in Paris ein kleines Konstruktionsbüro. Das Angebot erschien für die deutsche Seite insbesondere auf Grund des Preises, vorgeblich ca. 170.000 DM pro Fahrzeug, interessant.
Hispano Suiza (Suisse) hatte zwar eine lange Tradition in der Herstellung von Maschinenkanonen, aber keinerlei Erfahrung im Bau von Panzerfahrzeugen. Die Firma produzierte kleinere Waffensysteme sowie Werkzeuge und stellte damals in Genf u. a. auch Mofas vom Typ Vélosolex her. Der Bundesgrenzschutz hatte 1953 von den Schweizern 20-mm-Flugabwehrkanonen erworben. Der Konstrukteur Poniatowski, der kein Ingenieursstudium absolviert hatte, hatte in den 1930er-Jahren einen Transportpanzer konstruiert, der jedoch nie in Serie ging.
Am 28. März 1956 präsentierte Hispano Suiza (Suisse) dem Verteidigungsausschuss des Bundestages ein aus Holz und Pappe bestehendes verkleinertes Modell des Panzers. Diese Präsentation führte schließlich zur parlamentarisch gebilligten Beauftragung des Schützenpanzers.
Der HS-30-Entwurf hatte folgende Merkmale: Niedriger Aufzug mit allseits abgeschrägten Wänden, ein Kettenlaufwerk mit Lauf- und Stützrollen und einen Triebwerksblock im Heck des Fahrzeugs, der die Besatzung zwang, aus dem hinteren Kampfraum im Gefecht über die Seitenwände abzusitzen. Im Bug links war der Fahrerplatz, rechts daneben befand sich der gleiche Drehturm wie im Schützenpanzer kurz mit einer Hispano-Suiza-20-mm-Kanone L/85.
Der Schweizer Hispano-Suiza-Konzern beauftragte die deutschen Unternehmen Hanomag in Hannover, Henschel in Kassel und die British Manufacture and Research Company (BMARC) mit dem Bau der Panzer. Die BMARC mit Sitz in Grantham (Lincolnshire) war eine Hispano-Suiza-Tochter und für den Fahrzeugbau überhaupt nicht ausgerüstet. Sie gab den Auftrag ohne Wissen und Zustimmung Bonns an Leyland Motors weiter, die bis dahin nach einer Aussage des Magazins Der Spiegel nur Autobusse hergestellt hatte – tatsächlich hatte Leyland während des Zweiten Weltkriegs verschiedene Panzertypen, zum Beispiel den Cruiser Tank Cromwell, für die britische Armee gebaut.
Im Juli 1956 beschlossen der Verteidigungs- und der Haushaltsausschuss in gemeinsamer Sitzung eine Bindungsermächtigung für die Beschaffung von 10.680 Stück des HS 30 in Höhe von 2,78 Milliarden DM. Inflationsbereinigt entspricht dies in heutiger Währung 8 Mrd. Euro.
Um die Jahreswende 1957/58 fanden Probefahrten mit den ersten HS 30 statt, bei denen sich erhebliche technische Mängel zeigten. Diese Situation wurde durch Änderungswünsche der Truppe, aus den Truppenversuchen resultierend, noch erheblich verschärft. So zeigten sich insbesondere erhebliche Mängel bei Lüftung, Getriebe, Kühlung, Lenkgetriebe, Bremsen und Federung. Zum Teil musste bei den deutschen Firmen Henschel und Hanomag, die Fertigungslizenzen hatten, erhebliche Nachkonstruktionen geleistet werden. So wurde u. a. das ursprünglich verbaute Getriebe von Hispano-Suiza, das sogenannte Sidebi-Getriebe, auf Grund von Nichteignung zunächst durch Wilson-, später durch Allison-Getriebe ersetzt. Dieses Getriebe wurde auch modifiziert im M113 eingesetzt. Der am Ende 1964 errechnete Beschaffungspreis des HS 30 betrug abhängig von der Variante nunmehr 207.770 bis 287.500 DM. Es kam zu langen Verzögerungen bei den Auslieferungen. Der Beschaffungsumfang wurde auf Grund der Mängellage reduziert, die Bundeswehr erhielt schließlich 2.176 Panzer für 517 Millionen DM zwischen September 1959 und Februar 1962.

## Mängel und Ablösung durch den Marder

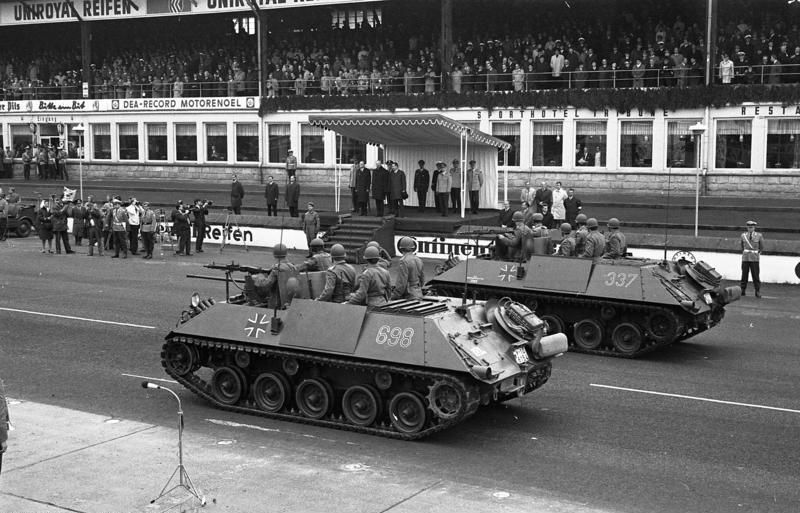
HS 30 bei einer Parade auf dem Nürburgring anlässlich des 20-jährigen Jubiläums der NATO, 1969

Da der Panzer übereilt in den Serienbau gegeben wurde, waren schnell zahlreiche Mängel zu erkennen. Der Achtzylinder-Ottomotor von Rolls-Royce war zu schwach, weil er von der Leistung her ursprünglich nur für ein Gewicht von 9 t ausgelegt war, nach Änderungen der Konstruktion erreichte der Panzer jedoch ein Gesamtgewicht von 14,5 t. Im Truppenbetrieb kamen weitere Mängel hinzu, die ständige Reparaturarbeiten nach sich zogen. Besondere Schwachstellen waren der unzuverlässige Rolls-Royce-Motor, das Schalt- und Lenkgetriebe sowie vor allem die Laufwerksfederung und -dämpfung. Des Weiteren zeigte sich die Position der Zustiegsluken als ungünstig. So mussten die Soldaten schräg nach oben und zur Seite über die Bordwand aus dem Fahrzeug steigen, wobei sie leichte Ziele hergaben. Erst mit dem späteren Marder (ab 1959) oder dem sowjetischen BMP-1 (ab 1966) und ihren an der Rückseite befindlichen Zustiegstüren wurde eine Lösung hierfür gefunden. Da der HS 30 insgesamt den Anforderungen an einen echten Schützenpanzer nicht gerecht wurde – zum Beispiel Kampf vom Fahrzeug aus unter Panzerschutz – und auch sehr wenig Platz bot, wurde er nach gut zehnjähriger Truppenverwendung ab 1971 durch den Schützenpanzer Marder abgelöst. Die letzten Exemplare schieden Anfang der 1980er-Jahre aus dem Truppendienst aus.
Ende der 1960er-Jahre wurden Schmiergeldzahlungen an mehrere Personen im Zusammenhang mit der Beschaffung des HS 30 bekannt. Mit dem HS-30-Skandal, dem bis dahin größten deutschen Rüstungsskandal, beschäftigte sich in den Jahren 1967 bis 1969 ein Untersuchungsausschuss des Bundestages.

## Versionen
Neben der Grundversion HS 30 Typ 12-3 gab es eine Version mit einem rückstoßfreien 106-mm-Leichtgeschütz, das auf dem Deck des Schützenpanzers aufgebaut war, sowie folgende Varianten:
| Name     | Beschreibung                                                                       | Bild |
| -------- | ---------------------------------------------------------------------------------- | ---- |
| Typ 21-3 | Führungs- und Funkfahrzeug für Bataillons- und Brigadestäbe                        |      |
| Typ 51-3 | mit 81-mm-Mörser, später umgebaut in Typ 52-3                                      |      |
| Typ 52-3 | mit 120-mm-Mörser                                                                  |      |
| Typ 3-3  | Raketenjagdpanzer 1 (RakJPz 1) mit der drahtgelenkten Panzerabwehrlenkrakete SS 11 |      |
| Typ 81-3 | Feuerleitpanzer für die Artillerie und Panzermörserzüge bzw. -kompanien            |      |